# Ocelot stromový
Ocelot stromový neboli oncilla (Leopardus tigrinus) je druh ocelota, blízký příbuzný ocelota velkého a dlouhoocasého.
Název ocelot stromový může být matoucí, jelikož v anglicky mluvících zemích je výraz „tree ocelot“ používán pro druh margay (Leopardus wiedii).
Vyskytuje se v tropických deštných pralesích Střední a Jižní Ameriky. Je to noční tvor, který loví drobné obratlovce, především hlodavce a ptáky. Dorůstá délky 40 až 50 cm a ocas měří 30 až 40 cm. Je o málo větší než kočka domácí, ale váží méně než kočka domácí: 2–3 kg.
Zoologická zahrada Praha vede jeho evropskou plemennou knihu.

## Poddruhy
V současné době uznávané poddruhy jsou:
- Leopardus tigrinus tigrinus (Schreber, 1775), východní Venezuela, Guyana, severovýchodní Brazílie
- Leopardus tigrinus guttulus, střední a jižní Brazílie, Uruguay, Paraguay, severní Argentina
- Leopardus tigrinus oncilla (Thomas, 1903)
- Leopardus tigrinus pardinoides (G. R. Gray, 1867), západní Venezuela, Kolumbie, Ekvádor